# The Last Song (boek)
The Last Song is een Engelstalig boek uit 2009, geschreven door de Amerikaanse schrijver Nicholas Sparks. The Last Song is Sparks' vijftiende boek. Het werd gebruikt als basis voor de gelijknamige film The Last Song, met in de hoofdrol Miley Cyrus. Het werd uitgebracht op 8 september 2009 (in de V.S.) door Grand Central Publishing. Het verhaal gaat over Ronnie Miller, een zeventienjarig meisje, dat de zomer moet doorbrengen met haar vader van wie ze vervreemd is geraakt. Door hun gemeenschappelijke liefde voor muziek raken ze terug verbonden.

## Ontstaansgeschiedenis
In een vergadering met Disney begonnen Jason Reed en Colette Bogeart te discussiëren over  Cyrus' carrièreplannen. Ze wilde een film maken zoals A Walk To Remember, de film gebaseerd op het gelijknamige boek van Nicholas Sparks (uitgegeven in 2002). United Talent Agency, die zowel Miley Cyrus als Nicholas Sparks vertegenwoordigde, contacteerde Sparks en vroeg hem een script te schrijven met Miley Cyrus in gedachte als hoofdrol. Het was de bedoeling dat deze film Miley voor zou stellen aan een volwassen publiek en haar uit het keurslijf van haar populaire personage Miley Stewart/Hannah Montana zou halen.
Sparks zei in een interview voor Variety Magazine dat Miley Cyrus en haar familie heel vertrouwd waren met zijn eerdere werk. Dit speelde een rol in het ontwikkelen van het project. Toen Sparks eenmaal goedkeuring had gekregen van Miley Cyrus, haar familie en de filmproducers, werden de rechten van de film opgekocht door Disney in september 2008.
Tijdens het ontwikkelen van het verhaal werd de plot geheim gehouden. De film stond bekend onder de naam "The untitled Miley Cyrus Project." Sparks zou later stellen dat hij de titel als laatste bedacht.

## Verhaal (film)
Veronica "Ronnie" Miller is zeventien en een opstandige tiener sinds haar vader Steve en haar moeder Kim zijn gescheiden. Na de scheiding verhuisde haar vader naar Tybee Island en Ronnie, haar broer Jonah en haar moeder naar New York. Na drie jaar vindt haar moeder dat de kinderen de zomer moeten doorbrengen bij hun vader, omdat ze anders te veel zouden vervreemden. Bij Ronnie is dat eigenlijk al gebeurd, maar haar broertje mist zijn vader nog enorm.
Eenmaal aangekomen bij hun vader keert Ronnie zich af van hem en Jonah gaat juist veel dingen met hem samen doen zoals bv. het maken van een glasraam voor de afgebrande kerk van Tybee Island. Per toeval ontmoet Ronnie Will Blakelee (hij liep haar omver toen hij aan het volleyballen was). Ronnie doet heel kort tegen Will maar Will gaat toch verder met zijn versierpogingen.
Als Ronnie de omgeving observeert rond haar vaders huis ontdekt ze per toeval de eieren van een schildpad. Om deze te beschermen belde ze naar het plaatselijke aquarium, maar die konden pas de volgende dag komen, dus moest Ronnie 's nachts de eieren beschermen tegen de wasberen. De volgende ochtend schrikt ze als ze ziet dat Will door het aquarium is gestuurd om de eieren te beschermen (hij doet daar vrijwilligerswerk). Ronnie verwijt hem dat hij nu pas was gekomen en zegt dat hij maar eens 's nachts de wasberen moest weghouden van het schildpaddennest. Zo gezegd zo gedaan: de volgende avond vergezelt hij Ronnie als ze de eieren beschermt. Er bloeit toch iets tussen hen op en na een paar akkefietjes krijgen ze een relatie en wordt de band met haar vader sterker.
Op de avond dat de schildpadden naar de zee gaan trekken zakt de vader van Ronnie en Jonah in elkaar. Later in het ziekenhuis blijkt dat hij lijdt aan kanker (welke wordt niet vermeld wel dat deze al is uitgezaaid tot zijn longen). Dit wist hij al lang, hij had aan de dokters gevraagd om zijn medicatie af te bouwen omdat hij in de zomervakantie écht bij zijn kinderen wilde zijn en niet onder invloed van medicatie. Na een tijdje mag haar vader het ziekenhuis verlaten.
Op een dag biechten Will en zijn vriend Scottop dat zij verantwoordelijk zijn voor de brand in de kerk. Steve wil niet dat ze naar de politie gaan met hun verhaal maar Ronnie heeft hun verhaal gehoord en breekt met Will.
Na de breuk met Will spendeert Ronnie al haar tijd met haar vader. Ze ontdekt dat hij een lied voor haar aan het componeren was maar het niet kon afmaken omdat zijn handen te veel pijn deden. Hij vraagt dan dat Ronnie het lied afmaakt (voordat Ronnie haar ouders waren gescheiden speelde Ronnie piano op hoog niveau). Als zij het voor hem speelt sterft haar vader (vandaar de titel "The last Song"). Op de begrafenis van haar vader speelt ze dit lied en legt ze uit dat ze een slechte band had en dat het enige wat ze gemeen hadden hun liefde voor muziek was.
Na de begrafenis ontmoet Ronnie Will en vormen ze terug een koppel. Eenmaal in New York gaat Ronnie naar Juilliard School en Will naar Vanderbilt in Tennessee. Op een dag is Ronnie piano aan het spelen in Juilliard School, als ze een telefoontje van Will krijgt. Hij zegt dat hij haar mist en na een tijdje realiseert ze dat het geluid niet langer uit de telefoon komt maar dat Will achter haar staat, en ze kussen.

## Genre en thema
In 2008, zei  Sparks over het boek, "Ik schrijf liefdes verhalen, dus waarschijnlijk zal er iets gebeuren met die regels." Volgens het boek zijn synopsis uitgegeven in 2009, "Het verhaal gaat over een onvergetelijke liefde over verschillende levels van eerste liefde, liefde tussen ouder en kind (dat wordt weergegeven zoals alleen een Nicholas Sparks boek het kan vertellen), en over hoe liefde een hart kan breken en genezen."

## Uitgave
Een boekentoer voor het boek werd aangekondigd voor 28 juli 2009, en toerde door 13 steden. "The Last Song" kwam binnen op nummer 1 in de bestsellercharts. Hij stond op nummer 1 in de fictielijsten van Publishers Weekly, New York Times en Wall Street Journal. In de lijst van USA Today die alle genres combineren, versloeg The Last Song alle andere boeken in de eerste week. De volgende week zakte het boek naar plaats 2 in de charts, dankzij de uitgave van  Dan Browns lang verwachte Het Verloren Symbool, de opvolger van De Da Vinci Code.

## Film
De film versie van The Last Song kwam in de zalen in de V.S. op 31 maart 2010. Anders dan bij andere verfilmingen van  Sparks, nam Sparks deel aan het schrijven van het filmscript. Hij nodigde zijn vriend Jeff Van Wie uit om mee te schrijven aan het script. Met de hulp van Van Wie, werkte hij het script af voor hij begon aan het schrijven van het boek. The Last Song is ook Julie Anne Robinsons eerste speelfilm. In de hoofdrollen spelen Miley Cyrus als Ronnie, Greg Kinnear als Steve, Liam Hemsworth als Will Blakelee, Kelly Preston als Kim en Bobby Coleman als Jonah.